# Wilhelm Detig
Wilhelm Detig (* 14. Juni 1890 in Frankfurt am Main; † 26. Juni 1958 in Marburg) war ein deutscher Wasserbauingenieur und Hochschullehrer.

## Leben
Er besuchte das Königliches Kaiser-Friedrichs-Gymnasium in Frankfurt am Main und studierte an der Technischen Hochschule in Darmstadt legte dort 1913 die Diplomhauptprüfung für Bauingenieure ab.
Dann ging er in die preußische Wasserbauverwaltung. Nach dem Ersten Weltkrieg war er als junger Regierungsbaumeister bei Brückenbauten an der unteren Oder beschäftigt. Von 1924 bis 1929 hatte er die Bauleitung der Aggertalsperre inne. Danach wurden ihm die Gründungsarbeiten für den Bau des Schiffshebewerk Niederfinow übertragen. Von 1934 bis 1939 war Detig Vorstand des Wasserstraßenamtes Meppen. In den ersten Jahren des Zweiten Weltkrieges war er nach Frankreich zur Wiederherstellung des französischen Wasserstraßennetzes abkommandiert. Im August 1941 wurde er als Nachfolger von Karl Thürnau auf den Lehrstuhl für Wasserbau und Grundbau der Technischen Hochschule in Darmstadt berufen. Die 1933 errichtete  Wasserbau-Versuchsanstalt fiel im September 1944 den Fliegerangriffen zum Opfer. Nach dem Kriege baute er  zunächst ein Institut für Grundbau und Bodenmechanik auf.
Detig hat seine Arbeitskraft an der Technischen Hochschule in Darmstadt dem Wiederaufbau nach dem Krieg gewidmet. Dabei hat er unter anderem an der Errichtung einer neuen großen Wasserbau-Versuchshalle und der Schaffung eines zweiten Lehrstuhles für Hydromechanik und Wasserbau maßgebend mitgewirkt.